# Gunungan (Dawar Blandong)
Gunungan is een bestuurslaag in het regentschap Mojokerto van de provincie Oost-Java, Indonesië. Gunungan telt 2390 inwoners (volkstelling 2010).